# كاتسيارينا هالكينا
كاتسيرينا أليكساندراينا هالكينا (البيلاروسية: Katsyaryna Aliaksandraŭna Halkina ؛ الروسية: Ekaterina Aleksandrovna Galkina ؛ ولدت في 25 فبراير 1997) هي لاعبة جمباز إيقاعي بيلاروسية، هي صاحبة الميدالية البرونزية في جميع أنحاء أوروبا لعام 2018. تنافست في دورة الألعاب الأولمبية الصيفية 2016 في ريو ،
```
واحتلت المركز السادس في النهائي الشامل.
[
2
]
```